# Westside Connection
Westside Connection was een Amerikaanse gangsta rapgroep opgericht in 1996 door Ice Cube, Mack 10 en 
WC of 'Dub C'. Hun debuutalbum Bow Down bereikte de #2 positie in de Amerikaanse Billboard charts. 

## Geschiedenis
Westside Connection ontstond in 1994 als gevolg van de toen heersende oostkust-westkust-rivaliteit. De groep kwam voor het eerst samen op Mack 10's debuutalbum Mack 10, op het nummer "Westside Slaughterhouse". Op 22 oktober 1996 werd  hun debuutalbum Bow Down uitgebracht, met de singles "Bow Down" en "Gangstas Make the World Go Round". Het album bereikte de nummer 2-positie in de Billboard 200 in 1996 en werd dat jaar platina.
Individueel bleven Ice Cube, Mack 10 en WC tussen groepsalbums door werken aan soloprojecten. Samen, als Westside Connection, produceerden ze verschillende nummers die werden uitgebracht op filmsoundtracks en compilaties, waaronder "Bangin'" (van West Coast Bad Boyz II), "Let It Reign" (van Thicker than Water) en "It's the Holidaze" (van Friday After Next).
Op 9 december 2003 bracht de groep hun tweede album Terrorist Threats uit, voorafgegaan door de single "Gangsta Nation" met Nate Dogg, geproduceerd door Fredwreck. Dit album werd niet zo'n groot succes als Bow Down.
In 2005 stapte Mack 10 uit de groep vanwege een conflict met Ice Cube, en Westside Connection ging vervolgens uit elkaar. Ice Cube en WC bleven echter samenwerken en zijn sindsdien op elkaars albums verschenen.